# Kahoku (Ishikawa)
Kahoku (かほく市, Kahoku-shi) est une ville située dans la préfecture d'Ishikawa, au Japon.

## Localisation
Kahoku est située dans le centre de la préfecture d'Ishikawa, au bord de la mer du Japon.

## Démographie
En juillet 2021, la population de Kahoku s'élevait à 35 731 habitants, répartis sur une superficie de 64,44 km2.

## Histoire
La ville moderne de Kahoku a été créée le 1er mars 2004 de la fusion des bourgs de Takamatsu, Nanatsuka et Unoke.

## Culture locale et patrimoine
Kahoku abrite le musée Nishida consacré au philosophe Kitarō Nishida.

## Éducation
L'université préfectorale d'infirmières d'Ishikawa se trouve à Kahoku.

## Transports
La ville est desservie par la ligne Nanao de la JR West.

## Jumelage
Kahoku est jumelée avec  Meßkirch (Allemagne) depuis 1985.